# Straßen (Kürten)
Straßen ist ein Wohnplatz in der Gemeinde Kürten im Rheinisch-Bergischen Kreis.

## Lage und Beschreibung
Der Ort liegt südlich von Schnappe an der Bundesstraße 506.

## Geschichte
Der Ort ist auf der Topographischen Aufnahme der Rheinlande von 1824 als Strasse und auf der Preußischen Uraufnahme von 1840 verzeichnet.
Ab der Preußischen Neuaufnahme von 1892 ist er auf Messtischblättern regelmäßig als Strassen verzeichnet.
1822 lebten neun Menschen im als Haus kategorisierten und Straße bezeichneten Ort.
1830 wurde der Ort mit Straße bezeichnet.
Der 1845 laut der Uebersicht des Regierungs-Bezirks Cöln als Haus kategorisierte Ort besaß zu dieser Zeit drei Wohnhäuser. Zu dieser Zeit lebten sechs Einwohner im Ort, davon alle katholischen Bekenntnisses.
Die Gemeinde- und Gutbezirksstatistik der Rheinprovinz führt Straßen 1871 mit einem Wohnhaus und drei Einwohnern auf.
Im Gemeindelexikon für die Provinz Rheinland von 1888 werden zwei Wohnhäuser mit 13 Einwohnern angegeben.
1895 hatte der Ort zwei Wohnhäuser und 13 Einwohner.
1905 besaß der Ort zwei Wohnhäuser und zehn Einwohner und gehörte konfessionell zum katholischen Kirchspiel Bechen.
1927 wurden die Bürgermeisterei Kürten in das Amt Kürten überführt. In der Weimarer Republik wurden 1929 die Ämter Kürten mit den Gemeinden Kürten und Bechen und Olpe mit den Gemeinden Olpe und Wipperfeld zum Amt Kürten zusammengelegt. Der Kreis Wipperfürth ging am 1. Oktober 1932 in den Rheinisch-Bergischen Kreis mit Sitz in Bergisch Gladbach auf.
1975 entstand aufgrund des Köln-Gesetzes die heutige Gemeinde Kürten, zu der neben den Ämtern Kürten, Bechen und Olpe ein Teilgebiet der Stadt Bensberg mit Dürscheid und den umliegenden Gebieten kam.